# Пейзиярви
Пейзиярви — озеро на территории Коверского сельского поселения Олонецкого района Республики Карелия.

## Общие сведения
Площадь озера — 1,3 км², площадь водосборного бассейна — 157 км². Располагается на высоте 24,2 метров над уровнем моря.
Форма озера продолговатая: немного вытянуто с северо-запада на юго-восток. Берега каменисто-песчаные, возвышенные.
Через озеро протекает река Гушкала/Гушкалка, впадающая в Тулоксу.
Вдоль западного берега Пейзиярви проходит просёлочная дорога, примыкающая в деревне Кукшегоры к дороге местного значения 86К-188 («Новинка — Тигвера»).
Код объекта в государственном водном реестре — 01040300211102000014626.